# Avenir Sportif de La Marsa
Avenir Sportif de La Marsa (arapski: لمستقبل الرياضي بالمرسى ), je nogometni klub iz La Marsa u Tunisu. Klub je osnovan još 1939. Boje kluba su zelena i žuta.

## Uspjesi
- Tuniški kup: 5

1961., 1977., 1984., 1990., 1994.
- Tuniški liga kup

2007.